# Крушеве (Мазовецьке воєводство)
Крушеве (пол. Kruszewie) — село в Польщі, у гміні Бабошево Плонського повіту Мазовецького воєводства.
Населення — 63 особи (2011).
У 1975-1998 роках село належало до Цехановського воєводства.

## Демографія
Демографічна структура станом на 31 березня 2011 року:
|          | Загалом | Допрацездатний вік | Працездатний вік | Постпрацездатний вік |
| -------- | ------- | ------------------ | ---------------- | -------------------- |
| Чоловіки | 32      | 7                  | 20               | 5                    |
| Жінки    | 31      | 8                  | 17               | 6                    |
| Разом    | 63      | 15                 | 37               | 11                   |